# ماكسيم بوسي
ماكسيم بوسي (مواليد 14 أكتوبر 1999) هو لاعب كرة قدم بلجيكي يلعب كمدافع في نادي رويال شارلروا.

## روابط خارجية
- ماكسيم بوسي على موقع الاتحاد البلجيكي (الإنجليزية)
- ماكسيم بوسي على موقع قاعدة بيانات كرة القدم.إي يو (الإنجليزية)
- ماكسيم بوسي على موقع ليكيب (الفرنسية)
- ماكسيم بوسي على موقع Soccerway.com (الإنجليزية)
- ماكسيم بوسي على موقع عالم كرة القدم.نت (الإنجليزية)